# Джоан Тіпон
Джоан Тіпон (англ. Joan Tipon; 9 квітня 1982) — філіппінський боксер, чемпіон Азії та Азійських ігор.

## Аматорська кар'єра
На чемпіонаті Азії 2005 переміг чотирьох суперників і став чемпіоном. Наприкінці того ж року став чемпіоном Ігор Південно-Східної Азії.
На Азійських іграх 2006 здобув перемоги над Кім Вон Гук (Північна Корея), Ворапой Петчкум (Таїланд), Хан Сун Чхоль (Південна Корея) і став чемпіоном.
На чемпіонаті світу 2007 програв у першому бою Ворапой Петчкум (Таїланд).